# Biella
Biella ist eine Stadt und Hauptort der gleichnamigen italienischen Provinz in der Region Piemont.

## Lage und Einwohner
Die Stadt liegt auf einer Höhe von 420 m über dem Meeresspiegel am südlichen Fuß der Walliser Alpen. Das Gemeindegebiet umfasst eine Fläche von 46 km² und hat 43.209 Einwohner (Stand 31. Dezember 2024).
Die Nachbargemeinden sind Andorno Micca, Candelo, Fontainemore (AO), Gaglianico, Occhieppo Inferiore, Occhieppo Superiore, Pettinengo, Pollone, Ponderano, Pralungo, Ronco Biellese, Sagliano Micca, San Paolo Cervo, Sordevolo, Tollegno, Vigliano Biellese und Zumaglia.

### Verkehrsanbindung
Die Gemeinde Biella liegt an der Staatsstraße Nr. 135 Vercellese und den Autobahnen A4 (Turin-Mailand), A5 (Turin-Aosta), sowie A26 (Genua-Gravellona Toce). Mit dem Bahnhof Biella San Paolo (Stazione di Biella San Paolo) hat die Stadt Verbindung nach Santhià und nach Novara, dort hat sie an beiden Orten Anschluss an das italienische Fernbahnnetz. 
In der nahe gelegenen Stadt Verrone gibt es einen kleinen Flughafen.

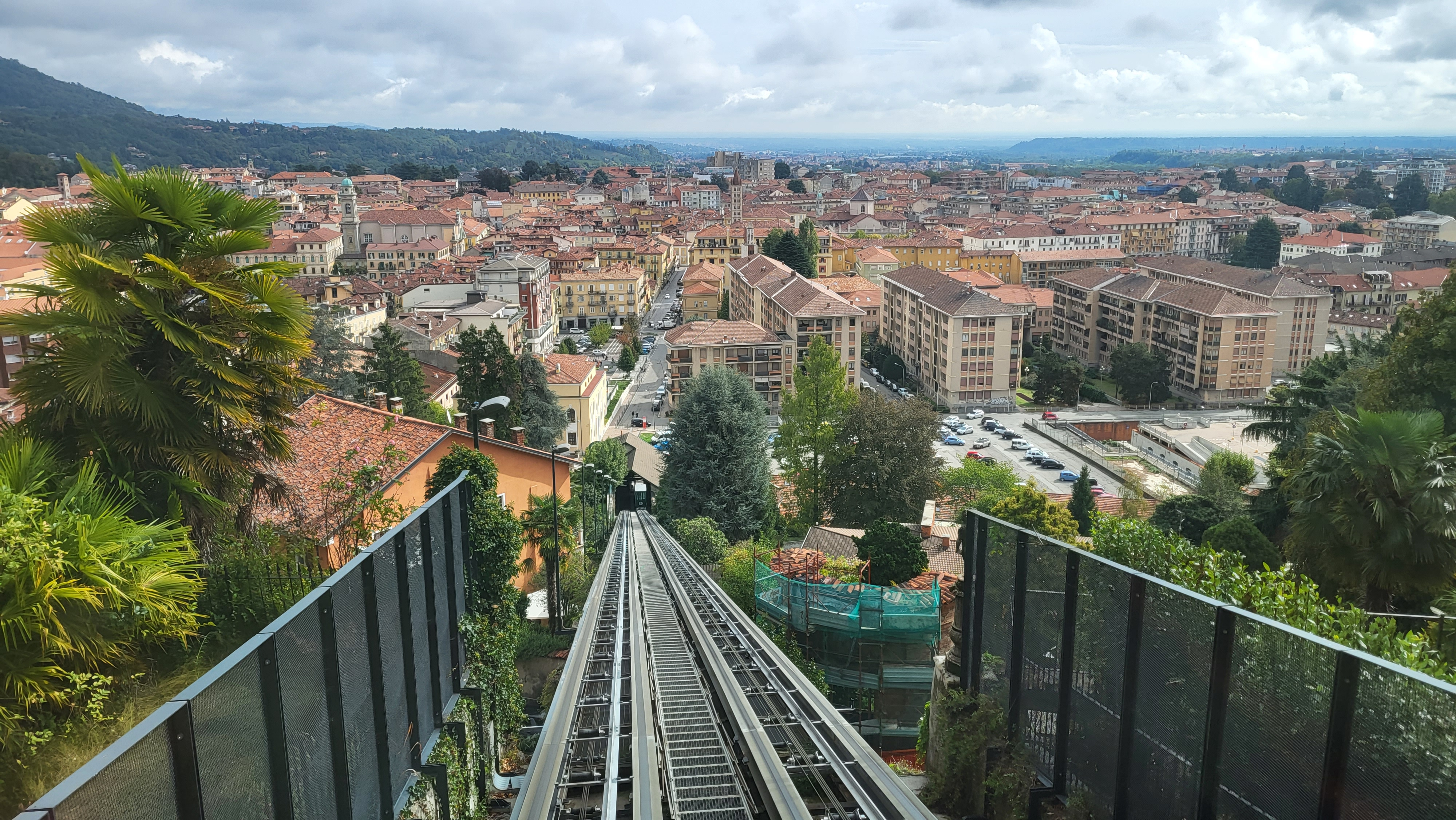
Blick auf das Zentrum von Biella aus dem Seilbahn-Aufzug Funicolare nach Piazzo

## Geschichte

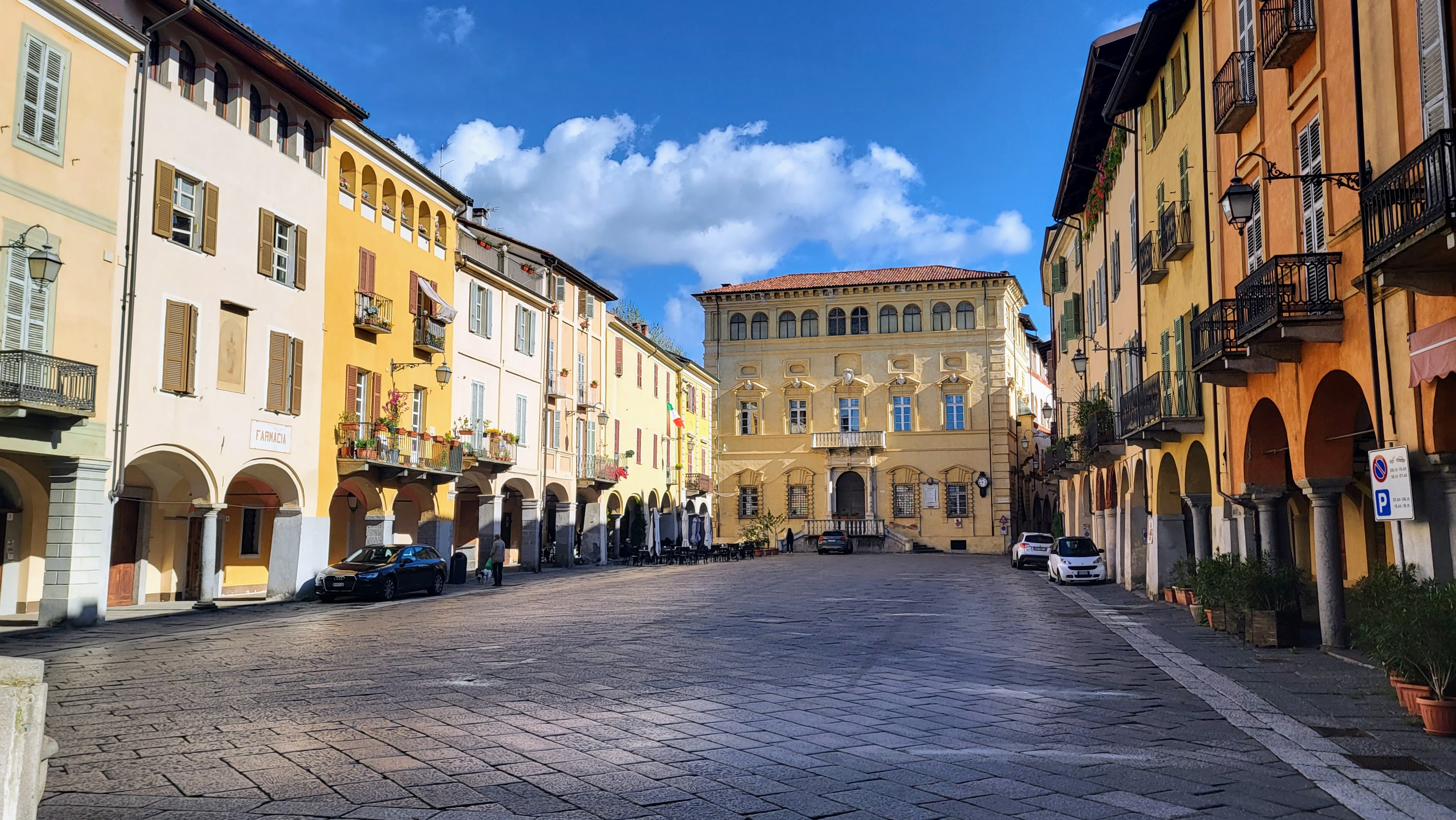
Der zentrale Platz in Biella Piazzo ist die Piazza della Cisterna. Hier mit Blick auf Palazzo Cisterna

Der antike Name der Stadt lautet Bugella Civitas. In einem Dokument aus dem Jahr 826 wird beschrieben, dass Ludwig der Fromme, Sohn Karls des Großen, den Ort einem gewissen Graf Busone schenkt. Seit dem 6. Jahrhundert war die Stadt von Alemannen, Langobarden und Franken bewohnt, welche auch die erste Stadtmauer zur Verteidigung bauten. Der heutige Dom der Stadt, Santo Stefano, wurde ebenfalls in dieser Periode errichtet.
Im Zweiten Weltkrieg waren die Stadt und die umliegenden Hügel Schauplatz heftiger Partisanengefechte.

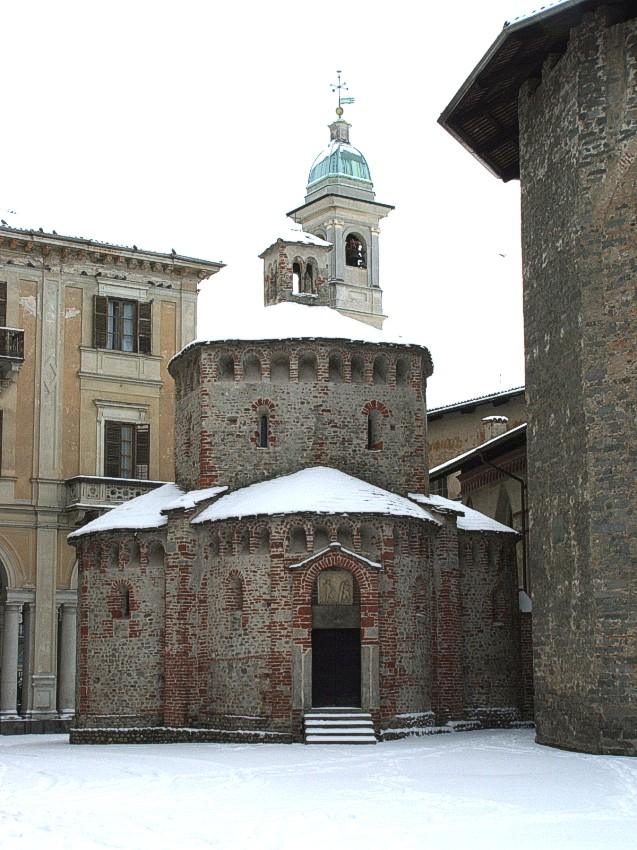
Das Baptisterium (Battistero) von Biella

## Kultur und Sehenswürdigkeiten

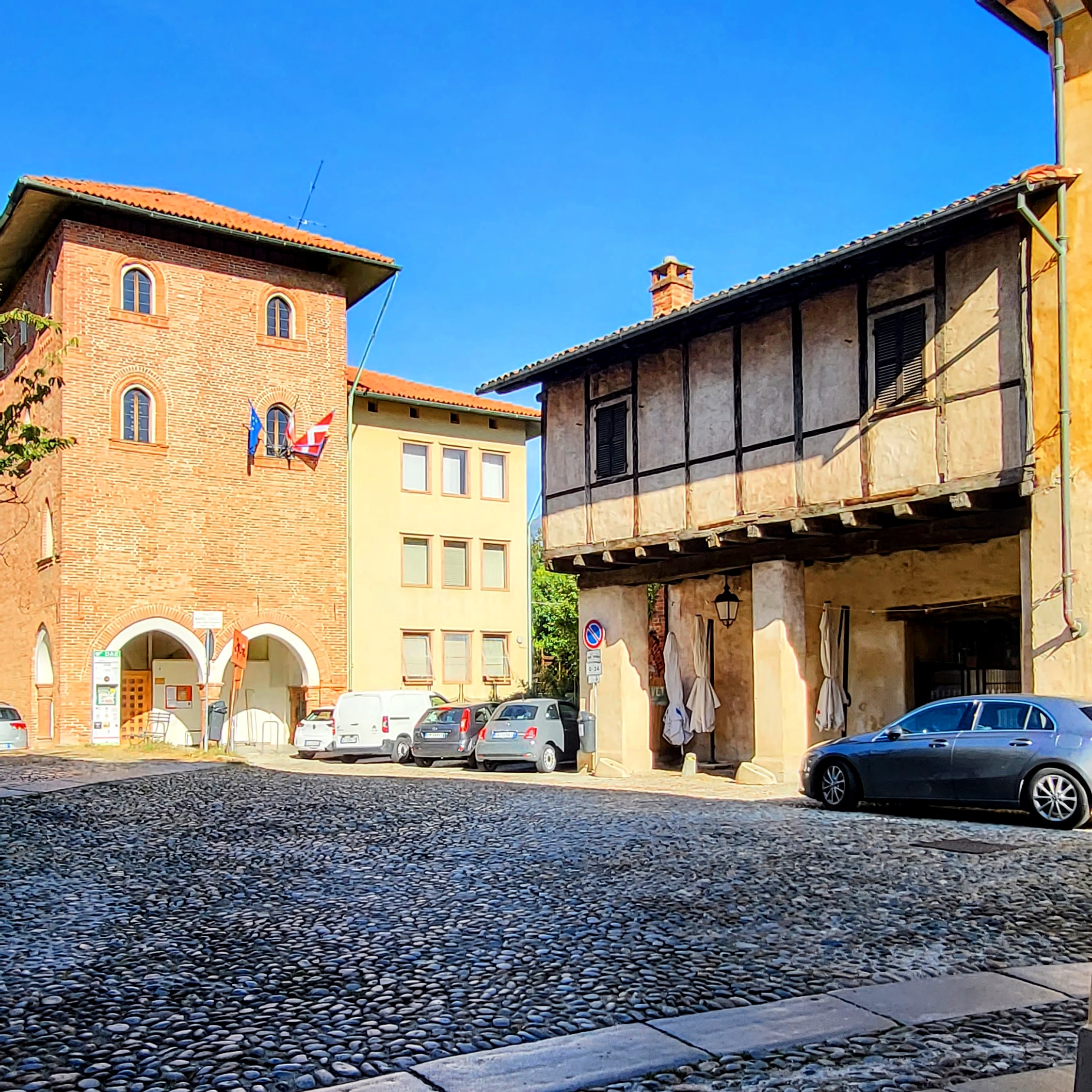
Mittelalterliche Bebauung, rechts ein Fachwerkhaus in der Piazza Mario Cucco in Biella Piazzo

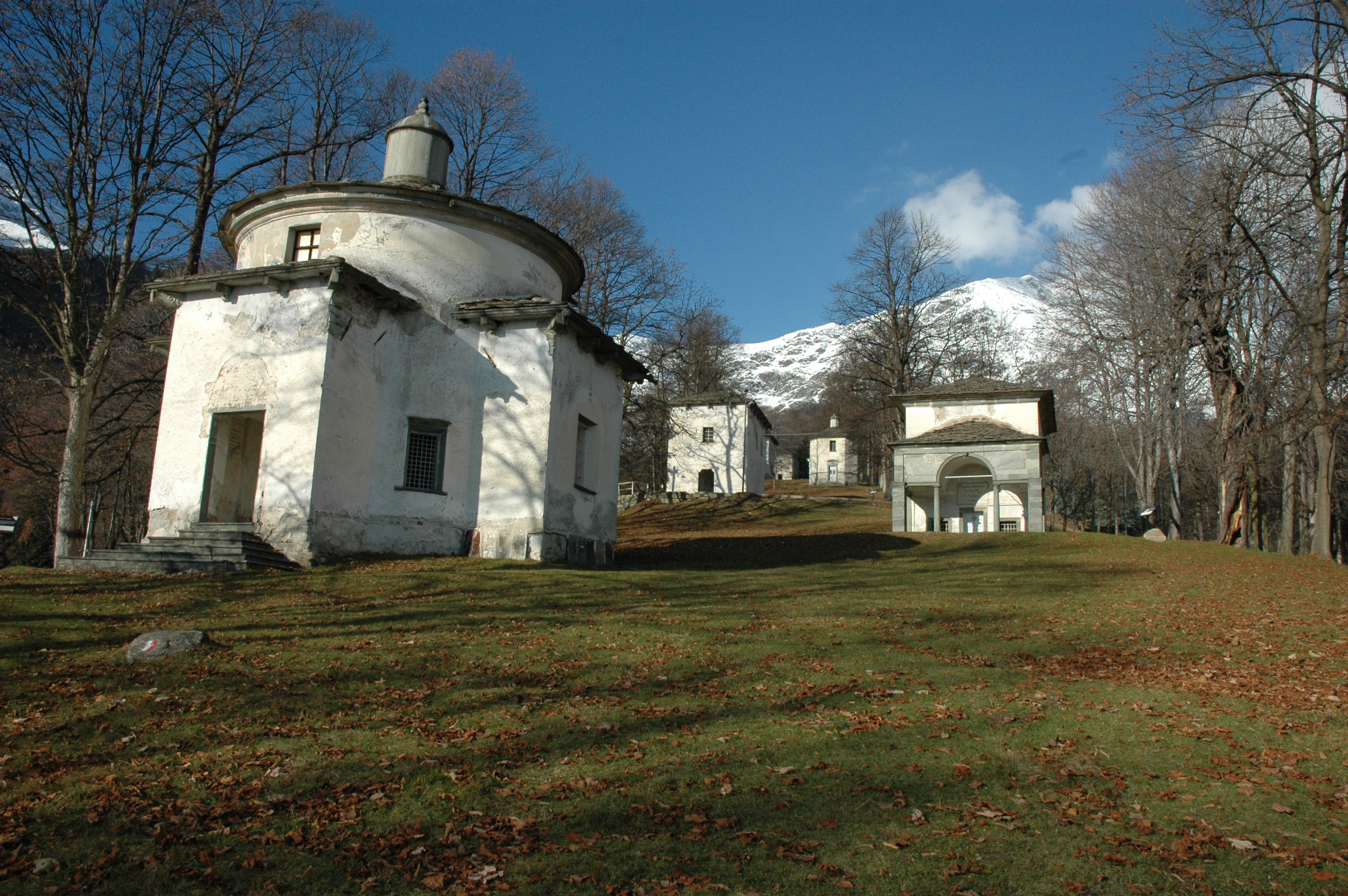
Sacro Monte di Oropa

Der Piazzo, der mittelalterliche Teil der Stadt, das den oberen Teil, die Altstadt von Biella bildet, gilt als das Herz der Gemeinde und war bis zum 19. Jahrhundert der Sitz der Stadtverwaltung. Dort können typisch mittelalterliche architektonische Elemente bewundert werden, wie die Piazza Cisterna, der Cisterna-Platz und die aus dem 13. Jahrhundert stammende Kirche San Giacomo. Der Piazzo ist mit zahlreichen mittelalterlichen Straßen und steilen Wegen, teils haben diese lange Treppenstufen, mit dem Rest der Stadt verbunden. Als öffentliches Verkehrsmittel, die den oberen Piazzo und das untere Biella in beide Richtungen verbindet, kann kostenlos die Funicolare, ein Seilbahn-Aufzug, genutzt werden.
In Oropa wurde der Sacro Monte ab 1617 zusätzlich zu der schon bestehenden marianischen Wallfahrtskirche erbaut, die zu den ältesten Kultstätten des Piemonts gehört und von größter Bedeutung für die Gläubigen ist. Er ist ein bekannter Wallfahrtsort und ist seit 2003 von der UNESCO als einer der Sacri Monti als Weltkulturerbe anerkannt.
Biella ist auch die Heimat der Citta dell’arte – Fondazione Pistoletto. Im Jahr 1994 proklamierte der italienische Künstler Michelangelo Pistoletto sein Programm Progetto Arte, dessen Ziel die kreative und sozialökonomische Vereinigung aller Teile des menschlichen Daseins war; im engeren Sinne die systematische Kombination aller Errungenschaften und Kenntnisse der Zivilisation mit Aspekten der Kunst (z. B. Mode, Theater, Design usw.). 1996 gründete er die Kunststadt Citta dell’arte – Fondazione Pistoletto in einer ausrangierten Textilfabrik in Biella als Zentrum und „Labor“, das kreative Ressourcen unterstützt und erforscht und innovative Ideen und Möglichkeiten hervorbringt.

## Wirtschaft
Die Stadt ist Sitz der italienischen Wollindustrie, sowie der Baumwolle-, Hut-, Papier- und Möbelindustrie.

## Sport
Biella war zweimal Etappenziel beim Giro d’Italia:
- 21. Etappe 1964 (Sieger Gianni Motta)
- 17. Etappe 1996 (Sieger Nicolai Bo Larsen)

Zwischen 1921 und 1997 führte ein Bergrennen auf den Gipfel nach Oropa, das bis 1988 zur Europa-Bergmeisterschaft zählte. Danach wurde es in der italienischen Meisterschaft gewertet. 2010 wurde die Veranstaltung wiederbelebt und als nicht gezeitete Fahrt durchgeführt.
2007 führte ein Bergzeitfahren (Sieger Marzio Bruseghin) als 13. Etappe von Biella zur Wallfahrtskirche von Oropa.
Der Basketballverein Pallacanestro Biella war von 2001 bis 2013 in der Lega Basket Serie A, der höchsten Spielklasse Italiens, vertreten und spielt aktuell als Eurotrend Biella in der Serie A2.

## Städtepartnerschaften
Biella ist durch Städtepartnerschaften verbunden mit
| Stadt     | Land                         |
| --------- | ---------------------------- |
| Arequipa  | Peru                         |
| Kiryū     | Kantō, Japan                 |
| Tourcoing | Hauts-de-France, Frankreich  |
| Weihai    | Huadong, Volksrepublik China |

## Persönlichkeiten

### Söhne und Töchter der Stadt
- Giovanni Stefano Ferrero (1474–1510), Kardinal
- Bonifacio Ferrero (1476–1543), Kardinal
- Pier Francesco Ferrero (1510–1566), Kardinal
- Lorenzo Camerano (1856–1917), Naturwissenschaftler
- Vittorio Sella (1859–1943), Bergfotograf und Bergsteiger
- Giacomo Debenedetti (1901–1967), Literaturkritiker
- Carlo Felice Trossi (1908–1949), Automobilrennfahrer
- Giovanni Bracco (1908–1968), Automobilrennfahrer
- Federico Hindermann (1921–2012), Romanist, Lyriker, Übersetzer, Herausgeber und Verlagsleiter
- Nino Cerruti (1930–2022), Modeschöpfer
- Giancarlo Cori (* 1933), Maler
- Michelangelo Pistoletto (* 1933), Maler, Aktions- und Objektkünstler, Kunsttheoretiker
- Francesco Guido Ravinale (* 1943), katholischer Geistlicher, emeritierter Bischof von Asti
- Gianluca Susta (* 1956), Politiker
- Pier Giorgio Morandi (* 1958), Oboist und Dirigent
- Piero Liatti (* 1962), Rallyefahrer
- Massimo Condinanzi (* 1964), Jurist
- Roberto Franco (* 1964), Freestyle-Skier
- Vittorio Francesco Viola OFM (* 1965), katholischer Geistlicher, Kurienerzbischof
- Valeria Caucino (* 1966), Musikerin und Sängerin
- Denis Lunghi (* 1976), Radrennfahrer
- Alberto Gilardino (* 1982), Fußballspieler
- Beatrice Lanza (* 1982), Triathletin
- Simone Bruson (* 1983), Radrennfahrer
- Silvia Avallone (* 1984), Autorin und Dichterin
- Maddalena Vaglio Tanet (* 1985), Schriftstellerin
- Gabriele Piana (* 1986), Rennfahrer
- Mattia Pozzo (* 1989), Radrennfahrer
- Davide Dato (* 1990), Balletttänzer
- Stefano Beltrame (* 1993), Fußballspieler
- Stefano Napolitano (* 1995), Tennisspieler

### Mit dem Ort verbunden
- Tavo Burat (1932–2009), Journalist, Schriftsteller und Dichter